# 501 av. J.-C.
Cette page concerne l'année 501 av. J.-C. du calendrier julien proleptique.

## Événements
- Naxos est attaquée par les Perses. Aristagoras, gendre du tyran de Milet Histiée, responsable de la déroute par sa querelle avec le chef perse Mégabate, déclenchera la révolte de Milet pour échapper aux conséquences de son échec (499 av. J.-C.)[1].
- À Athènes, instauration du serment du Conseil des Cinq-Cents et élections de dix stratèges (un par tribu)[2]. Ils sont rééligibles.
- À Rome, désignation pour la première fois d'un dictateur. Titus Larcius, consul en 501, est le premier magistrat investi de la dictature vers 498 av. J.-C.[3].
- Occupation du Capitole par les esclaves de Rome. Les conjurés sont fouettés et torturés, puis crucifiés. L’année suivante, une deuxième tentative de révolte des plébéiens et des esclaves contre l’aristocratie est déjouée à la suite de la trahison d’un des conspirateurs[4].
- Confucius devient gouverneur de Zongdhu[5].

## Décès
- - Deng Xi, philosophe et logicien chinois.